# Катувелауни
Катувелауните (лат. Catuvellauni) са много мощно белгийско племе в Британия по времето на Юлий Цезар.
Белгите са група от келтски племена, произлизащи от Северна Галия. Името им идва вероятно от тогавашния им вожд Касивелаун (Cassivelaunus) и противник на Цезар.
Те насерляват територията северно от Темза. Тяхната столица е близо до днешен Wheathampstead.
През 54 пр.н.е. те са победени от Цезар. През края на лятото на 54 пр.н.e. те побеждават стоящите под римска защита тринованти със столицата Camulodunum (Колчестър) и стават самостоятелно племе с нова столица Verulamium до Сейнт Олбанс.
След почти 100 години през 43 г. те са победени във втория британски поход на римляните от император Клавдий.
През 49 г. Колчестър става римска ветеранска колония и главен град на управителя на Британия.
Катувелауните са богати и се занимават със земеделие.